# Artrogripose
Artrogripose, também conhecida como artrogripose múltipla congênita (AMC), é uma doença congênita rara que se caracteriza por múltiplas contraturas articulares e pode incluir fraqueza muscular e fibrose. É uma doença não progressiva. A doença deriva seu nome do grego, que significa literalmente "articulações curvas ou em forma de gancho".
Há muitos subgrupos conhecidos de AMC, com diferentes sinais, sintomas, causas, etc. Em alguns casos, algumas articulações podem ser afetadas e podem ter uma gama quase completa de movimento. No tipo mais comum de artrogripose, chamado amioplasia, mãos, punhos, cotovelos, ombros, quadris, joelhos e pés são afetados. Nas formas mais graves, praticamente todas as articulações são afetadas, incluindo o maxilar e as costas.
Frequentemente, as contraturas são acompanhadas de fraqueza muscular, o que limita ainda mais o movimento. A AMC é tipicamente simétrica e envolve todas as quatro extremidades, com alguma pouca variação.